# Xã South Fork, Quận Howell, Missouri
Xã South Fork (tiếng Anh: South Fork Township) là một xã thuộc quận Howell, tiểu bang Missouri, Hoa Kỳ. Năm 2010, dân số của xã này là 1.109 người.